# Cesare Ripa
Cesare Ripa (ur. 1555 w Perugii, zm. 1622 prawdopodobnie w Rzymie) − włoski pisarz z XVI wieku, badacz sztuki i ikonografii, w tym alegorii. Autor wydanej w 1593 r. Ikonologii (Iconologia overo Descrittione dell'Imagini universali), zawierającej najważniejsze symbole epoki.